# خواکینا سیتچس
خواکینا سیتچس (اسپانیایی: Joaquina Sitchez‎) بازیگر و خواننده سوپرانو اپرا اهل اسپانیا بود.
او همسر دومِ مانوئل گارسیا و مادرِ خوانندگان برجستهٔ اپرا، مانوئل گارسیای دوم، ماریا مالیبران و پولین ویاردو بود. وقتی همسر او درگذشت، دخترشان پولین، تنها ۱۱ سال داشت و سیتچس، خود فنون خوانندگی و آواز را به او، آموخت.